# Famille Pepoli
Pour les articles homonymes, voir Pepoli.
La famille Pepoli  est l'une des principales familles aristocratiques de Bologne et qui a gouverné la ville jusqu'en 1350. 

## Historique
Le fondateur de la maison est Romeo Pepoli.
Ils ont perdu leur influence politique à Bologne après la vente de la seigneurie de la ville aux Visconti par les fils de Taddeo Pepoli à la suite des pertes dues à la peste noire. La ville de Bologne entre dans les États pontificaux quand elle est reprise par le cardinal Gil Álvarez Carrillo de Albornoz, légat du pape, en 1360 avant de passer sous le contrôle de la famille Bentivoglio, en 1401.
Une branche de la famille, les Sigerio ou Sera, appelés à partir de la fin du XVIe siècle Sera Pepoli ou Sieripepoli, a déménagé en Sicile et plus précisément à Trapani, où ils ont possédé de nombreux fiefs et le titre de barons. 
Pour Maria Sieripepoli, le mari Marquis Vincenzo Natoli construit Palais Natoli  comme sa résidence à Palerme en 1765.

## Personnalités
- Romeo Pepoli est né vers 1250 dans une famille de changeurs de monnaie . Son père Zerra prêtait de l'argent aux étudiants de Studium (l'université), mais dont le nombre diminue progressivement à partir de la seconde moitié du XIIIe siècle. L'intérêt de Romeo Pepoli se déplace donc vers des prêts à la consommation, des financement de communautés, des investissements de comté et de l'immobilier. Il va devenir le banquier le plus riche d'Italie. Il fait des prêts aux Guastavillani et aux Zovenzoni, deux changeurs ayant besoin de liquidités. Cette politique lui permet de créer un réseau d'obligés envers lui et sa famille.
La famille a acquis un terrain dans la région de San Giovanni in Persiceto, Sant'Agata Bolognese, Castel San Pietro. En 1276 la famille a acheté une maison dans la Via Castiglione, qui a été le noyau de la résidence familiale à Bologne, le palazzo Pepoli.
L'époque est marquée par les affrontements entre gibelins et guelfes, ceux qui sont favorables à l'empereur ou au pape. Bologne s'était opposée à l'empereur du Saint-Empire romain germanique. À Bologne se sont opposés les factions des Lambertazzi (gibelins) et des Geremei (guelfes). Les Geremei avaient pris le contrôle de tous les palais fortifiés des Lambertazzi dans Bologne et les forcèrent à quitter la ville en 1274[3]. Les Lambertazzi se réfugièrent alors dans les villes de Romagne, dans Forlì et Faenza, où ils reçurent les gibelins chassés des communes d'Italie. Ils choisirent de mettre à la tête de leur armée le comte Guido da Montefeltro. Les troupes de Bologne sont battues par celles de la ville gibeline de Forlì en 1275, au pont de San-Procolo. Pour éviter de tomber entre les mains des gibelins, la ville a demandé l'appui du roi Charles d'Anjou qui a envoyé des troupes, en 1276. La ville a accepté de prêter serment au pape Nicolas III en 1278 qui en est devenu le suzerain. En 1278, Rodolphe de Habsbourg avait accordé au pape Nicolas III la charte qui séparait les territoires qui dépendaient du Saint-Siège de ceux relevant du Saint-Empire romain germanique. Elle confirmait que la Romagne dépendait du Saint-Siège[4]. Le chancelier impérial ayant obtenu le serment de fidélité à l'empereur des villes de Romagne, le pape Nicolas III protesta et l'empereur cassa les serments des fidélité qu'il avait reçu des citoyens de Bologne, Imola, Faenza, Forlipompoli, Césana, Ravenne, Rimini, Urbino... Mais ces territoires étaient des mouvances de l'empire et se considéraient comme quasi indépendants. Le pape a nommé son neveu, Bertoldo Orsini (1233-1289), comte de Romagne.  Il a envoyé le cardinal Latino Malabranca Orsini comme légat en Romagne pour y prêcher la paix. Les Lembertazzi et les gibelins chassés de Bologne y ont retrouvé leurs biens. La paix a été signée entre les Lambertazzi et les Geremei le 4 août 1279[5]. Mais après la mort de Nicolas III, Charles d'Anjou fit élire pape Martin IV. Ce dernier, pour faire plaisir au roi de Sicile nomma un fidèle du roi comte de Romagne. Les Lambertazzi et les gibelins sont de nouveau chassés de Bologne.
Cependant les luttes entre factions ont continué dans la ville, entre les partis Scacchesi (guelfes) et Maltraversi (gibelins), noms venant des blasons des familles Pepoli (scacchiera = échiquier) et Gozzadini (traversé en diagonale).
En 1280, il a épousé Azzolina Tettalasini, d'une famille guelfe, mais sa sœur Giovanna a épousé Giacomo Caccianemici, famille gibeline afin de conserver une position équilibrée entre les deux factions.
En 1296 a commencé la guerre entre Azzo VIII d'Este de la famille d'Este, chef du parti guelfe en Romagne, seigneur de Ferrare, Modène et Reggio, et la ville de Bologne. Bologne avait été vaincue à la bataille de Santerno et perdu la ville d'Imola. Pour résister, Bologne avait élu comme podestat un condottiere, Jacopo Del Cassero, le 2 avril 1296. Il a réussi à redresser la situation en centralisant les pouvoirs entre ses mains et en prenant le château de Bazzano, mais il a finalement décidé de retourner à Fano en 1297. Romeo Pepoli est resté en retrait. Cette guerre sans vainqueur ni vaincu a obligé Bologne à modifier ses structures, comme la Balie, pour être plus rapide dans ses prises de décisions.
En 1306, Romeo Pepoli a participé avec Bornio Samaritani à un soulèvement contre le gouvernement de la ville. Il est arrêté mais il est libéré quelques jours plus tard. Ce retour de Romeo Pepoli est lié à l'expulsion de Bologne des Lambertazzi, ainsi que du cardinal Orsini, et la réintroduction du barisello (capitaine de police), dans la nouvelle magistrature des vingt Arti, corporations des arts, de la ville.
Ses créances sur la ville lui ont permis d'acquérir un pouvoir personnel extraordinaire. Il participe à la Balie de 1310 à 1312. Cette décision de la commune est due à la nécessité de son aide économique et de ses conseils en cas d'attaque par l'empereur Henri VII. Il a créé une milice anti-gibelins de 400 soldats. En 1315, il a soutenu la création d'une nouvelle magistrature, le Conseil du parti guelfe. Ce nouveau conseil a augmenté son influence sur les prises de décision tandis qu'il destituait le Conseil du peuple. Au cours d'une émeute contre la famille noble Garisendi, il a pris leur défense, ce qui lui a valu un bref exil, mais après son retour triomphal il est le seigneur de fait de la commune.
Il a soutenu la famille d'Este chassée de Ferrare en 1308, à la mort d'Azzo VIII d'Este. Il les a financé et obtenu en retour le mariage de sa fille Jacopa avec Obizzo III d'Este, redevenu marquis de Ferrare en 1317[6]. Giacoma Pepoli a été marié avec Roberto Alidosi, condottiere, seigneur d'Imola et vicaire papal.
La commune a continué à lui demander son soutien financier. Il a obtenu le privilège de présenter les candidats aux charges d'ancien, de consul, des arts et de barisello. En 1319, il contrôlait l'élection du podestat. Il a fait élire un de ses partinas, le Florentin Albicello Buondelmonti, en 1321. Sa sévérité excessive a entraîné une réaction violente obligeant Romeo Pepoli à fuir Bologne. Romeo Pepoli est mort en allant à Avignon pour se défendre devant le pape, en 1323. Après la défaite de l'armée bolonaise à la bataille de Zappolino face à l'armée de Modène, en 1325, et devant les affrontements entre les grandes familles de Bologne, le Grand conseil décide de faire appel au pape qui envoie le cardinal Bertrand du Pouget comme signore generale de la ville et du district de Bologne. Il autorise le retour de Taddeo Pepoli, en 1328.
- Taddeo Pepoli
- Andrea Pepoli (...-1390), podestat de Plaisance, condottiere, neveu de Taddeo seigneur de Bologne[7].
- Galeazzo Pepoli (...-1415) condottiere, frère d'Andrea[8].
- Comte Taddeo Pepoli (...-1395), condottiere, frère d'Andrea et de Galleazzo, neveu de Taddeo seigneur de Bologne[9].
- Romeo Pepoli (...-1390), podestat de Vercelli, condottiere[10].
- Comte Ugo Pepoli (1484-1528), condottiere, chevalier de l'ordre de Saint-Michel[11].
- Guido Pepoli (1560-1599), cardinal.
- Gioacchino Pepoli (1825-1881), fils de  Guido-Taddeo Pepoli (1789-1852), marquis Pepoli comte de Castiglione, et  Maria Laetizia Murat (1802-1859), fille de Joachim Murat, est un député au parlement italien.
- Carlo Pepoli (1796-1881), politicien, journaliste, et poète, connu comme librettiste de l'opéra Les puritains de Vincenzo Bellini. Il a été maire de Bologne entre 1862 et 1866, et sénateur du royaume d'Italie. Son frère Achille était marié avec la contralto Marietta Alboni.
- Comte Ugo Pepoli (1818-1896), patriote et général italien.

## Les Pepoli de Sicile
La famille sicilienne Sera, ou Sigerio, est arrivée en Sicile au XIVe siècle. Vers la fin du XVIe siècle, elle a ajouté le nom de famille Pepoli à son nom pour devenir Sieripepoli, puis Sieri Pepoli, barons de Rabici.
Un Francesco, baron de Fiumegrande, fut sénateur de la cité di Trapani dans les années 1572-1585. Un Roméo a occupé le même poste immédiatement après et a été capitaine de la justice dans les années 1602-1603. Un Giuseppe et un Pietro ont été chevaliers de Malte au début du XVIIIe siècle.
Riccardo Sera Pepoli a été maire de Trapani en 1827. La famille a créé l'hôpital Sera Pepoli.
Le comte Agostino Pepoli Sera (1848-1910), fils de Riccardo, a fondé en 1906, avec les collections de son frère Michele, le Musée régional Agostino Pepoli de Trapani.

## Toponyme
- Le nom de la famille est associé à la ville de Castiglione dei Pepoli dans la province de Bologne.

## Palais
- Le palais Pepoli de Bologne, via Castiglione, siège du musée de l'histoire de la ville de Bologne. Le palais a été construit par Taddeo Pepoli, en 1344. Il est resté la propriété de la famille Pepoli jusqu'à la mort d'Agostino Siero Pepoli, en 1910. Il est alors été cédé à la commune de Bologne. Il est acheté en 1913-1914 à la Cassa di Risparmio di Bologna. En 2004 il est acquis par la Fondation Carisbo par l'intermédiaire de la société Museo della Città di Bologna[12].

Les plafonds de deux des salles ont été décorés en 1699-1700 à fresque, par Giuseppe Maria Crespi qui a représenté Les Saisons et le Triomphe d'Hercule et L'Olympe.

## Musée
- Musée regional Agostino Pepoli, à Trapani.